# Даренков, Сергей Петрович
Сергей Петрович Даренков (род. 1957) — советский и российский учёный-медик, доктор медицинских наук, профессор.
Автор более 300 опубликованных научных работ в отечественной и зарубежной печати, включая монографии, также является автором 5 изобретений.

## Биография
Родился 15 июня 1957 года в Омске.
В 1980 году окончил 2-й Московский медицинский институт им. Н. И. Пирогова (ныне Российский национальный исследовательский медицинский университет имени Н. И. Пирогова) и начал работать младшим научным сотрудником отдела экспериментальной хирургии Центральной научно-исследовательской лаборатории 2-го МОЛГМИ и врачом-интерном 31-й городской клинической больницы по специальности «хирургия».
В 1984 году Даренков защитил кандидатскую диссертацию на тему «Экспериментально-клиническое обоснование применения дуоденопластик в сочетании с селективной проксимальной ваготомией в лечении язвенного стеноза двенадцатиперстной кишки» и с 1985 года работает в НИИ урологии Минздрава РФ, начав свою деятельность с должности старшего научного сотрудника, а затем ведущего научного сотрудника отдела эфферентных методов лечения. С 1995 года по 2003 год являлся заведующим отделения реконструктивной уронефрологии, с 2003 года — заместитель директора НИИ урологии.
Защитив в 1999 году докторскую диссертацию на тему «Вазоренальная гипертензия современные методы диагностики и лечения», с января 2005 года С. П. Даренков является главным урологом Главного медицинского управления Управления делами Президента Российской Федерации. Одновременно с 2008 по 2014 год руководил кафедрой урологии РГМУ им. Н. И. Пирогова. C декабря 2015 года — заведующий кафедрой урологии ФГБУ ЦДО «Центральная государственная медицинская академия» Управления делами Президента РФ. Член Президиума Российского общества урологов и Правления Российского общества онкоурологов, также является членом Европейской и Американской ассоциации урологов.
Был награждён медалью «В память 850-летия Москвы» (1997) и орденом Почёта (2007). Также имеет ведомственные награды и является мастером спорта СССР по дзюдо и самбо.